# Lajeado Novo
Lajeado Novo est une municipalité brésilienne située dans l'État du Maranhão.